# Plestiodon skiltonianus
Espèce
Synonymes
- Plestiodon skiltonianum Baird & Girard, 1852
- Eumeces skiltonianus (Baird & Girard, 1852)
- Eumeces skiltonianus amblygrammus Cope, 1900
- Eumeces skiltonianus var. brevipes Cope, 1900
- Eumeces skiltonianus interparietalis Tanner, 1957
- Eumeces skiltonianus utahensis Tanner, 1957

Statut de conservation UICN

 LC  : Préoccupation mineure
Plestiodon skiltonianus est une espèce de sauriens de la famille des Scincidae.

## Répartition

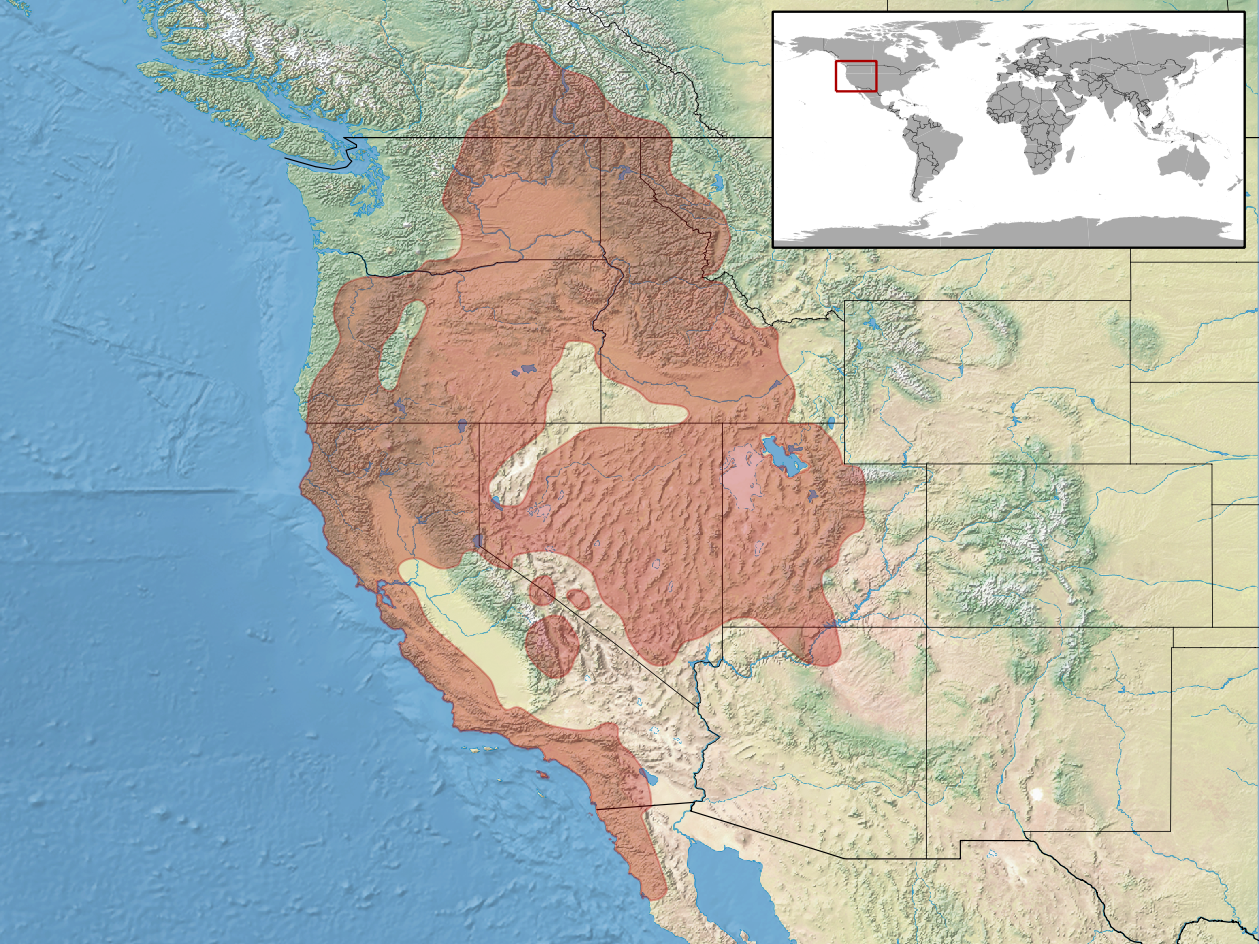
Répartition de l'espèce.

Cette espèce se rencontre :
- au Canada dans le sud de la Colombie-Britannique ;
- aux États-Unis dans les États de Washington, de l'Oregon, de l'Idaho, de Californie, du Nevada, du Montana et de l'Utah ;
- au Mexique en Basse-Californie et en Basse-Californie du Sud.

## Liste des sous-espèces
Selon The Reptile Database (26 novembre 2012) :
- Plestiodon skiltonianus brevipes (Cope, 1900)
- Plestiodon skiltonianus interparietalis (Tanner, 1957)
- Plestiodon skiltonianus skiltonianus Baird & Girard, 1852
- Plestiodon skiltonianus utahensis (Tanner, 1957)

## Étymologie
Cette espèce est nommée en l'honneur d'Avery Judd Skilton.

## Publications originales
- Baird & Girard, 1852 : Characteristics of some new reptiles in the museum of the Smithsonian Institution. Proceedings of the Academy of Natural Sciences of Philadelphia, vol. 6, p. 68-70 (texte intégral).
- Cope, 1900 : The crocodilians, lizards and snakes of North America. Annual report of the Board of Regents of the Smithsonian Institution, vol. 1898, p. 153-1270 (texte intégral).
- Tanner, 1958 "1957" : A taxonomic and ecological study of the western skink (Eumeces skiltonianus). Great Basin Naturalist, vol. 17, p. 59-94.